# Valea Lungă, Dâmbovița
Valea Lungă là một xã thuộc hạt Dâmbovița, România. Dân số thời điểm năm 2002 là 5159 người.